# 캠프 제로베이스원
《캠프 제로베이스원》은 대한민국의 리얼리티 텔레비전 프로그램이다. 2023년 6월 22일 엠넷에서 처음 방송되었으며, 제로베이스원의 멤버 김지웅, 장하오, 성한빈, 석매튜, 김태래, 리키, 김규빈, 박건욱, 한유진이 출연했다.